# Julcimar
Julcimar Conceição de Souza (ur. 30 lipca 1978 w Contagem) – brazylijski piłkarz, występujący na pozycji obrońcy.

## Kariera piłkarska
Julcimar jest wychowankiem Cruzeiro EC. W 1997 roku został przez Antoniego Ptaka sprowadzony do Polski, gdzie najpierw występował w Piotrcovii Piotrków Trybunalski, a następnie w Lechii/Polonii Gdańsk. W połowie sezonu 1998/99 trafił do ŁKS-u Łódź, w którego barwach zadebiutował 27 lutego 1999 podczas zremisowanego 0:0 spotkania z Górnikiem Zabrze. Później grał w drużynach II i I-ligowych, najpierw w Świcie Nowy Dwór, później w Dyskobolii Grodzisk, gdzie zagrał 3 mecze w ekstraklasie. Następnie wrócił do Piotrcovii, później do II-ligowego ŁKS-u, a w sezonie 2001/2002 grał w ekstraklasie w barwach RKS Radomsko.
W 2003 r. ściągnięty przez Antoniego Ptaka do II-ligowej Piotrcovii, zaś po przeniesieniu klubu do Szczecina i zmianie nazwy na MKS Pogoń, Julcimar został zawodnikiem Portowców, z którymi awansował do ekstraklasy. Po odejściu Olgierda Moskalewicza został wybrany kapitanem portowej jedenastki. 21 października 2006 w meczu w Wodzisławiu przeciwko Odrze zdobył swoją pierwszą bramkę w polskiej ekstraklasie i w barwach Pogoni, ustalając wynik spotkania na 2:2, zaś mecz 21. kolejki sezonu 2006/2007 przeciwko Wiśle Kraków był setnym ligowym występem piłkarza w Polsce. W sumie w I lidze rozegrał 109 meczów i zdobył 3 gole.
Julcimar szybko stał się ulubieńcem szczecińskiej publiczności, cieszył się szacunkiem ze względu na waleczność i przywiązanie do klubu. Przez wszystkie lata występów w Pogoni był graczem podstawowej jedenastki, mimo sprowadzania hurtem kolejnych Brazylijczyków i częstych zmian w sztabie szkoleniowym. Nieformalnie pełnił także funkcję grającego asystenta oraz tłumacza w zespole.
Po spadku klubu z I ligi, w lipcu 2007 roku, jako ostatni z zawodników Portowej jedenastki rozwiązał kontrakt z właścicielem Antonim Ptakiem i powrócił do Brazylii.